# Bernhard Severin Ingemann

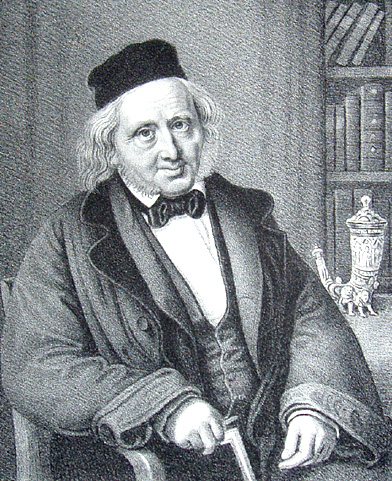
Bernhard Severin Ingemann

Bernhard Severin Ingemann (ur. 28 maja 1789 w Torkilstrup, zm. 24 lutego 1862 w Sorø), duński pisarz, autor psalmów i powieści historycznych. Pisał też wiersze dla dzieci.
Ingemann wykładał język i literaturę duńską w Akademii w Sorø, jednej z najstarszych duńskich szkół z internatem.